# Švýcárna
Švýcárna (niem. Schweitzerei lub Schweizerei, potoczna nazwa polska Szwajcarka) – najstarsze, całoroczne schronisko turystyczne w paśmie górskim Wysokiego Jesionika (cz. Hrubý Jeseník), w północno-wschodnich Czechach, w Sudetach Wschodnich, w obrębie gminy Loučná nad Desnou, położone na wysokości 1304 m n.p.m., na stoku góry Malý Děd, w odległości około 2,4 km na północny zachód od szczytu góry Pradziad (cz. Praděd).

## Historia schroniska

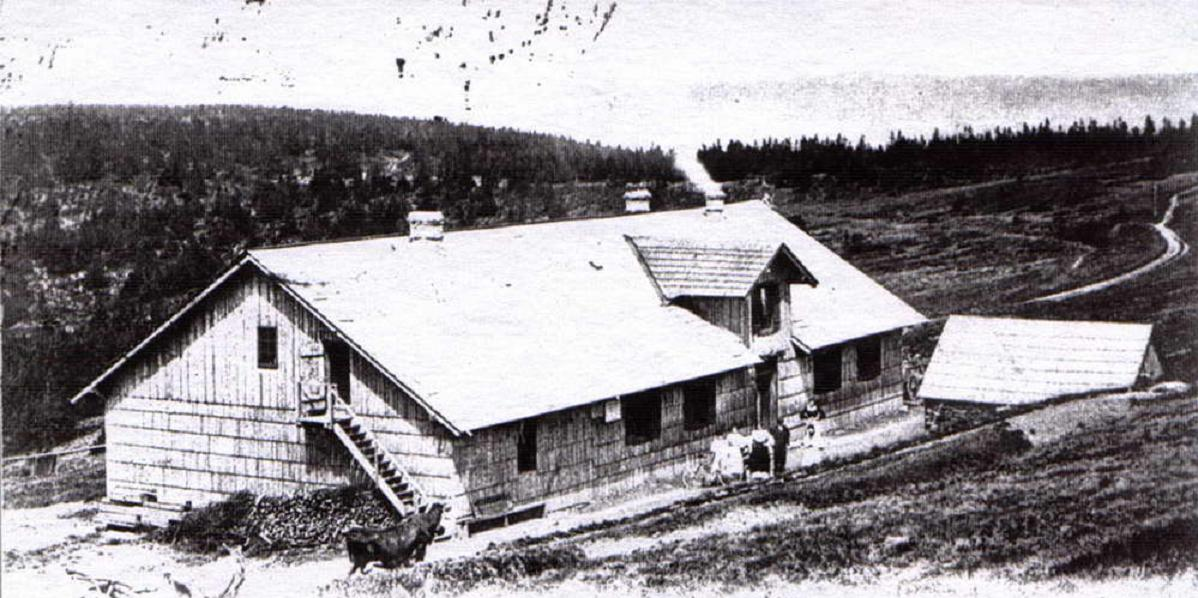
Schronisko turystyczne Švýcárna (1899 rok)

Teren, gdzie położone jest schronisko turystyczne Švýcárna początkowo należał do dóbr niemieckiego rodu książęcego Liechtensteinów z miejscowości Velké Losiny. Na przełomie XVIII i XIX wieku znajdowała się tutaj drewniana chata, służąca pasterzom. Z przekazów map historycznych terenu posiadłości dóbr Velké Losiny z 1736 roku, gdzie znajduje się obecnie schronisko można się dowiedzieć, że już wówczas w miejscu tym stała pasterska chata o nazwie (niem. Knoblochhaus; cz. Česnekový dům). W 1829 roku książę Alojzy II z Liechtensteinów postawił tam nowy, większy szałas wykorzystywany także przez służbę leśną oraz myśliwych. Pierwszym opiekunem szałasu był Szwajcar Johan Aegerter z miejscowości Oberwil i od tego momentu obiekt nazwano (niem. Die Schweizerei). Już w I połowie XIX wieku przybywali do niej turyści, zaskoczeni w górach przez złą pogodę, mogąc liczyć na posiłek, a czasem również na nocleg. W ten sposób Švýcárna stała się pierwszym obiektem w Jesionikach (cz. Jeseníky), które można było uznać za schronisko turystyczne.
Na początku lat 80. XIX wieku szałasem zainteresowała się organizacja turystyczna o nazwie Morawsko-Śląskie Sudeckie Towarzystwo Górskie (niem. Mährisch-Schlesischer Sudetengebirgsverein (MSSGV)), chcąc je wydzierżawić. Rozmowy zakończyły się niepowodzeniem, a w 1887 roku książę Jan II Dobry z Liechtensteinów polecił wznieść nowy budynek. Jego koszt wyniósł ponad 5000 florenów. Na uroczyste otwarcie, które nastąpiło 17 sierpnia 1887 roku zaproszono około 70 osób. Schronisko posiadało cztery pokoje z dwunastoma łóżkami, dużą kuchnię i mieszkanie gospodarza. Pokoje były ogrzewane piecami. W późniejszym okresie zaplanowano na parterze urządzić jeszcze kolejne cztery pokoje. Švýcárna miała bogate wyposażenie oraz werandę z widokiem na górę Pradziad. W 1896 roku organizacja MSSGV po raz kolejny zwróciła się z prośbą o dzierżawę obiektu. Ponownie strony nie porozumiały się i administracja książęca w drodze przetargu wydzierżawiła schronisko osobie prywatnej. W 1898 roku wybudowano w schronisku nowe toalety z bieżącą wodą, których budowę wsparła organizacja MSSGV. Od 1900 roku najemcą była Betty Richter z miejscowości Andělská Hora, która wydała 3000 koron na remont obiektu. W 1904 roku Švýcárna posiadała już pięć pokoi z 25 łóżkami na parterze, sześć pokoi z 24 łóżkami na poddaszu i sto miejsc na materacach. Na przełomie września i października obiekt był zamknięty dla turystów i korzystali z niego jedynie myśliwi. Organizacja MSSGV jeszcze dwukrotnie próbowała wydzierżawić schronisko, ale w końcu zrezygnowała. W 1911 roku na łamach czasopisma turystycznego „Altvater”, organu towarzystwa MSSGV, ukazała się informacja, że Švýcárna będzie gościć wyłącznie turystów, a dla potrzeb księcia i jego gości na polowaniach będzie służyć niewielki dom myśliwski. W 1918 roku schronisko zamknięto dla ruchu turystycznego i przeznaczono na cele hodowlane i gospodarskie dóbr książęcych miejscowości Velké Losiny. Co najmniej do 1922 roku turyści mogli z niego korzystać tylko w niektórych miesiącach letnich. Następnie prawdopodobnie zostało otwarte, gdyż organ towarzystwa MSSGV informował, że jego członkowie mają tam 10% zniżki na noclegi. W 1933 roku najemcą została Marie Mattner zamieszkała na przełęczy Červenohorské sedlo. 
Po II wojnie światowej schronisko znacjonalizowano, podobnie jak pozostałe dobra książęce Liechtensteinów. W latach 1952–1953 dokonano znacznej przebudowy schroniska. Powstały nowe pokoje, wyremontowano kuchnię i jadalnię. Schronisko stało się wówczas własnością państwowego przedsiębiorstwa o nazwie Sjednocenè Télevýchovy. W okresie 1984–1987 dokonano kolejnej renowacji obiektu. Wybudowano wówczas asfaltową drogę z połączeniem do Ovčárni. 3 kwietnia 1991 roku schronisko przekazano nieodpłatnie przedsiębiorstwu o nazwie TJ Rudné doly Jeseník. Po zmianach ustrojowych schronisko przeszło w ręce prywatne. 18 czerwca 1993 roku zarządcą schroniska został Rudolf Geppert z miejscowości Lipová-lázně.   

## Charakterystyka

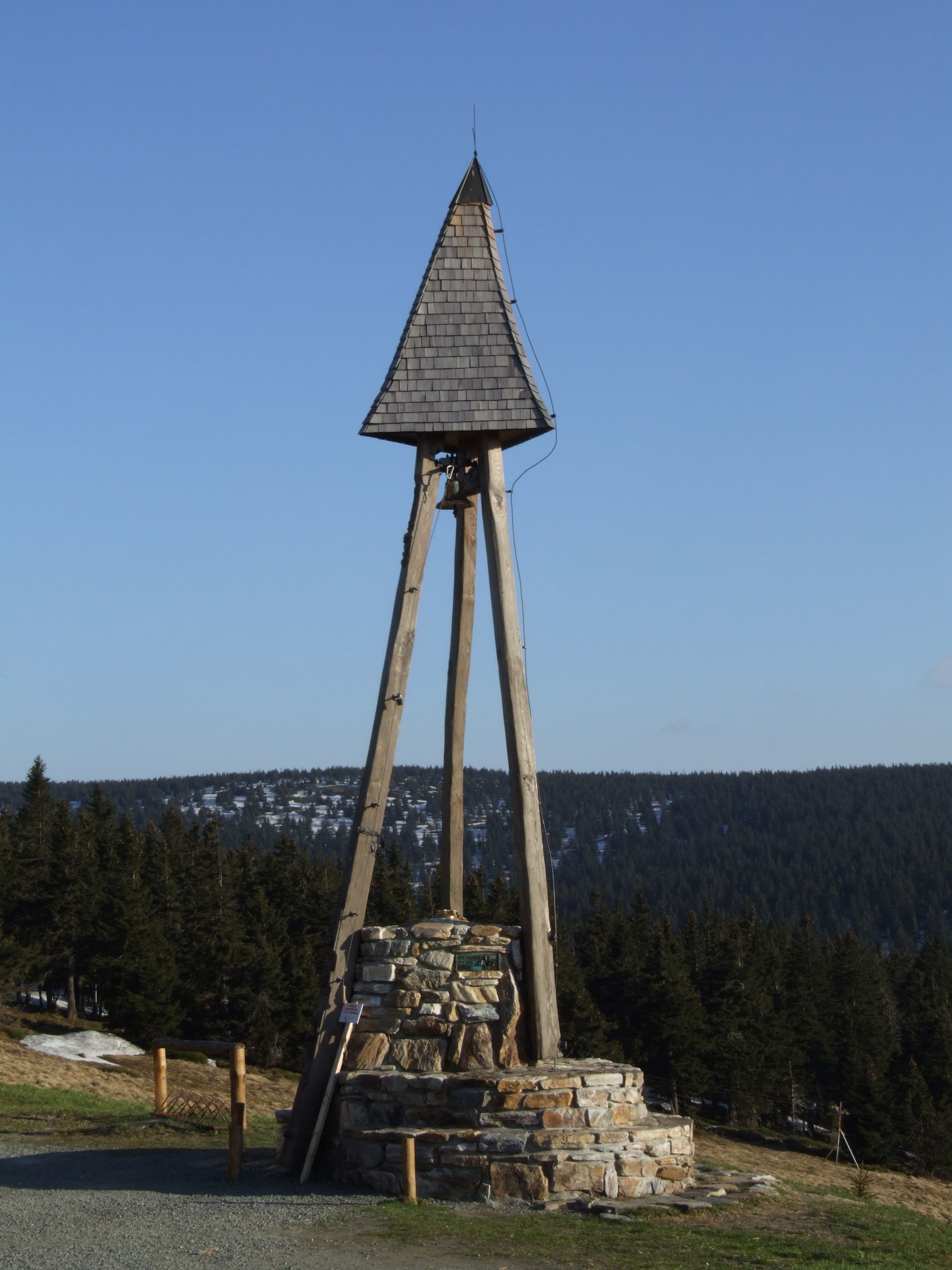
Drewniana dzwonnica obok schroniska (2008 rok)

Schronisko turystyczne Švýcárna to obiekt, położony w najatrakcyjniejszej lokalizacji pasma górskiego Wysokiego Jesionika, przy grzbiecie głównym góry Pradziad, ciągnącym się od przełęczy Červenohorské sedlo do przełęczy Skřítek, w pobliżu najwyższych jego szczytów, z widokiem w kierunku najwyższej góry Pradziad oraz dostępem do wielu form wypoczynku oraz turystyki górskiej. Budynek ma rozbudowaną formę architektoniczną, złożoną z dwóch obiektów połączonych łącznikiem, ustawionych na przybliżonym planie prostokąta w rzucie poziomym o wymiarach (35 × 25) m, przykrytych blachą, ze ścianami licowanymi osłonowymi, drewnianymi, poziomymi listwami zewnętrznymi na niemal całej wysokości ścian. Ściany ustawione są na podmurówce z kamieni w technice muru dzikiego. Przy ścianie frontowej od strony północno-zachodniej znajduje się wejście główne w formie dobudowanego przedsionka. Na obu ścianach szczytowych, przy zadaszeniu umieszczono napis z nazwą schroniska ŠVÝCÁRNA. Budynek główny posiada dwie nadziemne kondygnacje: parter oraz pierwsze piętro zlokalizowane w przestrzeni ściętego zadaszenia (poddasze). W dwuspadowym zadaszeniu ponadto umieszczono dymniki zabudowane oknami. Bryła budynku została dostosowana do architektury górskiej oraz wkomponowana w taras ziemny na stoku góry Malý Děd, na którym umieszczono poza budynkiem również niewielki parking dla obsługi schroniska oraz inne dodatkowe obiekty. Parking dla klientów schroniska i turystów znajduje się przy hotelu Figura (4 km na południowy wschód od schroniska). Na parterze zlokalizowano restaurację z możliwością konsumpcji w sezonie letnim przy ustawionych zewnętrznych stylizowanych stołach z ławami i parasolami ustawionymi na niewielkiej platformie deskowej.
Od strony północnej schroniska, blisko niego znajduje się źródło o nazwie Pramen U Švýcárny, a przy nim niewielkie parometrowe oczko wodne, obudowane kamieniami w technice muru dzikiego. 7 października 2006 roku wzniesiono obok schroniska drewnianą 8-metrową dzwonnicę, poświęconą ludziom gór, którzy zginęli podczas wypraw, złożoną z trójnogu belkowego ustawionego na kamiennym, stylizowanym postumencie, na którym pod zadaszeniem umieszczono dzwon projektu Otmara Olivy, odlany w Welehradzie (cz. Velehrad). Do schroniska prowadzi wąska, asfaltowa droga o długości około 2,5 km z głównej drogi na trasie Hvězda – Pradziad oraz skrzyżowania turystycznego o nazwie Praděd (rozc.). Ponadto do schroniska można dotrzeć drogą z przełęczy Červenohorské sedlo. Przy schronisku znajduje się skrzyżowanie turystyczne o nazwie Švýcárna (tur. chata) z podaną na tablicy informacyjnej wysokością 1315 m. W odległości około 100 m na północny zachód od schroniska znajduje się punkt geodezyjny, oznaczony na mapach geodezyjnych numerem (207.), o wysokości 1306,65 m n.p.m. oraz współrzędnych geograficznych (50°08′09,26″N 17°12′47,21″E/50,135906 17,213114).
Schronisko jest otwarte w godzinach 7:30–22:00. Może ono obsłużyć pobyty zbiorowe firm, wycieczki szkolne, zjazdy oraz pobyty świąteczne i sylwestrowe. Schronisko akceptuje turystów ze zwierzętami domowymi (szczególnie z psami). Dzieciom do lat 3 oferuje się pobyt bezpłatny. W schronisku nie ma stacji Pogotowia Górskiego (najbliższa w Ovčárni, około 3,7 km na południowy wschód, przy drodze Hvězda – Pradziad). Schronisko znajduje się w enklawie obszaru narodowego rezerwatu przyrody Praděd, powstałego w 1991 roku o powierzchni około 2031 ha, będącego częścią wydzielonego obszaru objętego ochroną o nazwie Obszar Chronionego Krajobrazu Jesioniki (cz. Chráněná krajinná oblast (CHKO) Jeseníky), jest zatem punktem wypadowym dla miłośników przyrody i górskiej turystyki pieszej.

## Wyposażenie schroniska
- 48 miejsc noclegowych w 14 pokojach: 2-, 3-, 7-, 8- i 10-osobowych (pokoje są zaopatrzone w toaletę, natomiast prysznice znajdują się na korytarzach)[1][15][16]
- stylowa restauracja na 48 miejsc (otwarta w godzinach 7:30–18:00, z możliwością przedłużenia otwarcia tylko dla turystów schroniska do godz. 22:00), bufet[17][1][15]
- szkółka narciarska[11]
- internet

## Turystyka

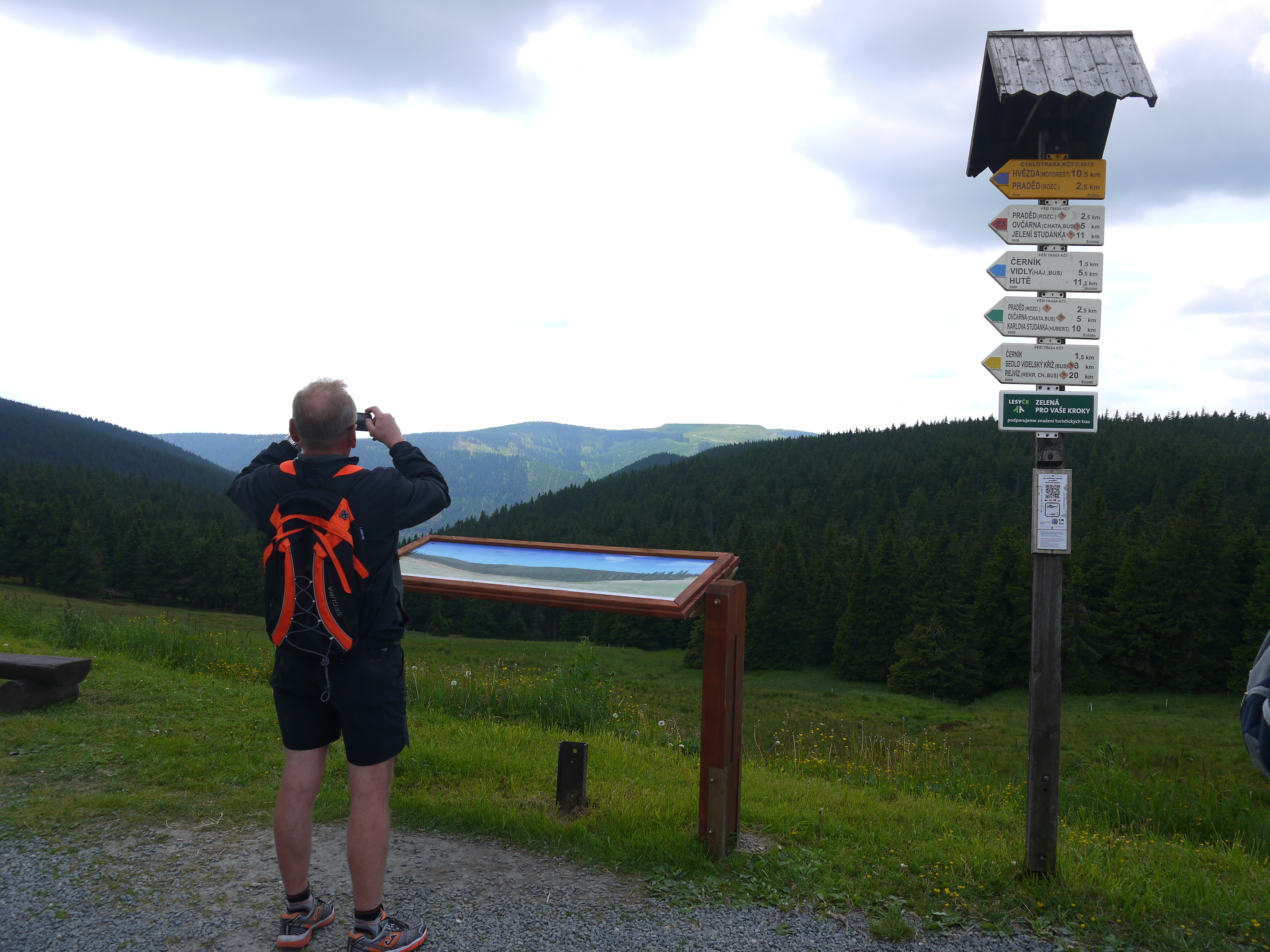
Punkt widokowy sprzed schroniska Švýcárna (2014 rok)

Przy schronisku nie ma parkingu. Dotarcie do schroniska jest możliwie m.in.: pieszo (z przełęczy Červenohorské sedlo lub Videlské sedlo, albo ze skrzyżowania turystycznego Praděd (rozc.)) lub pojazdami jednośladowymi (motocykl, rower, hulajnoga). 
Zainteresowani turyści przybywający do schroniska samochodami powinni się kierować drogami w kierunku: 
- Jesionik – Karlova Studánka – przełęcz Hvězda lub
- Głubczyce – Bruntál – Karlova Studánka – przełęcz Hvězda

Droga z przełęczy Hvězda to jedyne połączenie samochodowe ze schroniskiem, gdzie należy pozostawić samochód na parkingu przy hotelu Figura. Z uwagi na małą szerokość drogi Hvězda – Pradziad, obowiązuje na niej, na odcinku Hvězda – Ovčárna ruch wahadłowy, kierowany podnoszonym szlabanem i sygnalizacją świetlną. Kluczowym punktem turystycznym jest zlokalizowane przy schronisku skrzyżowanie turystyczne o nazwie Švýcárna (tur. chata), z którego rozchodzą się wszystkie szlaki turystyczne, szlak rowerowy oraz ścieżka dydaktyczna, przy którym umieszczono pulpit informacyjny z podanymi nazwami widocznych szczytów (punkt widokowy).

### Szlaki turystyczne
Klub Czeskich Turystów (cz. Klub Českých Turistů) wytyczył w obrębie schroniska cztery szlaki turystyczne na trasach:
 Červenohorské sedlo – góra Velký Klínovec – przełęcz Hřebenová – szczyt Výrovka – przełęcz Sedlo pod Malým Jezerníkem – szczyt Malý Jezerník – góra Velký Jezerník – przełęcz Sedlo Velký Jezerník – schronisko Švýcárna – góra Pradziad – przełęcz U Barborky – góra Petrovy kameny – Ovčárna – przełęcz Sedlo u Petrových kamenů – góra Vysoká hole – szczyt Vysoká hole–JZ – szczyt Kamzičník – góra Velký Máj – przełęcz Sedlo nad Malým kotlem – góra Jelení hřbet – Jelení studánka – przełęcz Sedlo pod Jelení studánkou – góra Jelenka – góra Ostružná – Rýmařov
 Kouty nad Desnou – góra Hřbety – góra Nad Petrovkou – Kamzík – góra Velký Jezerník – schronisko Švýcárna – góra Pradziad – góra Petrovy kameny – Ovčárna – Karlova Studánka
 Bělá pod Pradědem – góra Nad Borovým – góra Zaječí hora – góra Ztracený vrch – góra Lysý vrch – szczyt Klanke – rezerwat przyrody Vysoký vodopád – wodospad Vysoký vodopád – góra Malý Děd – schronisko Švýcárna – dolina potoku Środkowa Opawa – Vidly – Bílý Potok – Hutě
 Rejvíz – narodowy rezerwat przyrody Rejvíz – góra Přední Jestřábí – góra Přední Jestřábí–JZ – szczyt Kazatelny–SV – szczyt Kazatelny – przełęcz Kristovo loučení – góra Medvědí louka – góra Ostruha–JV – góra Jelení loučky – góra Děrná – góra Ztracený vrch – góra Lysý vrch – góra Osikový vrch – przełęcz Videlské sedlo – góra Malý Děd – schronisko Švýcárna

### Szlaki rowerowe
Przy schronisku wyznaczono jedyny szlak rowerowy na trasie:
 Červenohorské sedlo – góra Velký Klínovec – góra Výrovka – Kamzík – góra Velký Jezerník – przełęcz Sedlo Velký Jezerník – góra Malý Děd – schronisko Švýcárna – góra Pradziad – przełęcz U Barborky – góra Petrovy kameny – Ovčárna – przełęcz Hvězda

### Ścieżki dydaktyczne
Koło schroniska przebiega ścieżka dydaktyczna o nazwie (cz. NS Se skřítkem okolím Pradědu) o długości 3,7 km na trasie:
 góra Malý Děd – schronisko Švýcárna – szczyt Pradziad – góra Petrovy kameny (z 8 stanowiskami obserwacyjnymi)

### Trasy narciarskie
W okresach ośnieżenia wzdłuż niebieskiego szlaku rowerowego  przechodzi trasa narciarstwa biegowego o nazwie tzw. Jesenická magistrála. 
Ponadto na stoku góry Malý Děd, w pobliżu schroniska zlokalizowano jedyną trasę narciarstwa zjazdowego: 
 łatwa o długości 180 m z wyciągiem orczykowym